# Sidecar
Sidecar är en cocktail som traditionellt är gjord med cognac, apelsinlikör (Cointreau, Grand Marnier, torr Curaçao eller någon annan triple sec ), plus citronsaft. I sina ingredienser är drycken kanske närmast relaterad till den äldre Brandy Crusta, som skiljer sig både i presentation och i proportioner av dess komponenter.

## Beskrivning
Liksom daiquiri utvecklades sidecar från den ursprungliga sour-formeln, men en sidecar är ofta torrare än sours och kombinerar likörer som Curaçao med citrus. Sidecar anses vara en större utmaning för bartendrar eftersom andelen ingredienser är svårare att balansera för likörer med varierande sötma.